# Список серий мультсериала «Звёздная принцесса и силы зла»
«Звёздная принцесса и силы зла» или «Стар против Сил Зла» (англ. Star vs. the Forces of Evil) — американский мультсериал производства Disney Television Animation, придуманный художницей Дэрон Нефси. Главной героиней выступает 14-летняя Звёздочка Баттерфляй, волшебная принцесса из измерения Мьюни, которую отправили на Землю её родители, королева Луна и король Ривер Баттерфляй, решившие, что она должна научиться владеть магией вдали от их мира. Будучи студенткой по обмену на Земле, Звёздочка живёт в доме Марко Диаса, с которым дружит, поскольку они оба учатся в средней школе. Автор Дэрон Нефси ранее была художником в диснеевском мультсериале «С приветом по планетам» и мультсериале «Робот и Монстр» производства Nickelodeon.
Премьера первого эпизода сериала состоялась 18 января 2015 года на Disney Channel. Премьера последующих серий состоялась 30 марта 2015 года на Disney XD. За месяц до премьеры на Disney XD сериал был продлен на 2 сезон. В марте 2016 года он был продлен на 3 сезон перед премьерой второго сезона, запланированной на июль того же года. По словам Дэрон Нефси, серия Bon Bon the Birthday Clown стала финальной серединой 2 сезона. Вторая половина сезона полностью транслировалась в феврале 2017 года по будням, причём каждый день была премьера либо половины эпизода, либо полного эпизода. В том же месяце сериал продлили на 4 сезон. 4 сезон «Звёздной принцессы и сил зла» стал транслироваться на Disney Channel, а повторы стали транслироваться на Disney XD.
Двухчасовой телевизионный фильм под названием «Битва за Мьюни», который включает в себя первые четыре эпизода 3 сезона после повторного показа, премьера состоялась 15 июля 2017 года. Сезон завершился 7 апреля 2018 года часовым финалом, состоящим из двух частей. Премьера четвёртого и последнего сезона состоялась 10 марта 2019 года на канале Disney и завершилась 19 мая 2019 года.
Каждая серия мультсериала обычно разбивается на два 11-минутных сегмента.

## Обзор
| Сезон | Серии | Серии | Даты показа    | Даты показа      | Даты показа    |
| Сезон | Серии | Серии | Первая серия   | Последняя серия  | Канал          |
| ----- | ----- | ----- | -------------- | ---------------- | -------------- |
| 1     | 13    | 13    | 18 января 2015 | 21 сентября 2015 | Disney XD      |
| 2     | 22    | 22    | 11 июля 2016   | 27 февраля 2017  | Disney XD      |
| 3     | 21    | 21    | 15 июля 2017   | 7 апреля 2018    | Disney XD      |
| 4     | 21    | 21    | 10 марта 2019  | 19 мая 2019      | Disney Channel |

## Список серий

### Сезон 1 (2015)
| № общий | № в сезоне | Название                                                                                      | Режиссёр                   | Автор сценария                                                         | Дата премьеры в США | Дата премьеры в России |
| --- | ---------- | --------------------------------------------------------------------------------------------- | -------------------------- | ---------------------------------------------------------------------- | ------------------- | ---------------------- |
| 1a | 1a         | «Star Comes to Earth» «Звёздочка прибывает на Землю»                                          | Майк Маллен                | Майк Маллен                                                            | 18 января 2015      | 5 сентября 2016        |
| Когда во время тестирования своей новой волшебной палочки Звёздочка едва не разрушает своё королевство, родители решают отправить юную принцессу на Землю — для её же безопасности. На Земле, в американском городке Эхо-Крик, Звёздочка находит нового друга, Марко Диаза, который должен повлиять на неё в лучшую сторону.                                   |            |                                                                                               |                            |                                                                        |                     |                        |
| 1б | 1б         | «Вечеринка с пони»                                                                            | Майк Маллен                | 18 января 2015                                                         | 5 сентября 2016     |                        |
| Лучшая подруга Звёздочки — Пониголовая — прилетает из Мьюни на Землю, чтобы повеселиться с ней, прежде чем её отправят в исправительную школу Святой Ольги для капризных принцесс. Между ней и Марко сразу возникает конфликт. |            |                                                                                               |                            |                                                                        |                     |                        |
| 2a | 2a         | «Matchmaker» «Сваха»                                                                          | Аарон Хаммерсли            | Аарон Хаммерсли, Дарон Нефси, Лэйн Луэрас и Дэйв Стоун                 | 30 марта 2015       | 6 сентября 2016        |
| Звёздочка проваливает свой первый тест по математике в школе. Она просит мисс Скальник исправить оценку, но вместо этого случайно превращает её в тролля. |            |                                                                                               |                            |                                                                        |                     |                        |
| 2б | 2б         | «School Spirit» «Школьный дух»                                                                | Аарон Хаммерсли            | Зеус Цервас и Аарон Хаммерсли                                          | 30 марта 2015       | 6 сентября 2016        |
| В то время как Марко пытается защитить от похищения своего друга Фергюсона, нового талисмана футбольной команды, Звёздочка вообразила, что футбол — это реальное поле битвы. |            |                                                                                               |                            |                                                                        |                     |                        |
| 3a | 3a         | «Monster Arm» «Рука-монстр»                                                                   | Аарон Хаммерсли            | Аарон Хаммерсли и Берт Юн                                              | 6 апреля 2015       | 7 сентября 2016        |
| Марко ломает руку перед турниром по карате. Чтобы как-то исправить ситуацию, Звёздочка использует волшебную палочку, но вместо здоровой руки Марко получает огромное щупальце, которое оказывается живым и начинает плохо на него влиять. |            |                                                                                               |                            |                                                                        |                     |                        |
| 3б | 3б         | «The Other Exchange Student» «Другой студент по обмену»                                       | Майк Маллен                | Кэрри Лиао                                                             | 6 апреля 2015       | 7 сентября 2016        |
| К семье Диаз приезжает их любимый ученик по обмену — Густав, но Звёздочка дико ревнует к нему, а потом и вовсе подозревает его в каннибализме. |            |                                                                                               |                            |                                                                        |                     |                        |
| 4a | 4a         | «Cheer Up, Star» «Не унывай, Звёздочка»                                                       | Аарон Хаммерсли            | Кэрри Лиао, Аарон Хаммерсли и Доминик Бисиньяно                        | 13 апреля 2015      | 8 сентября 2016        |
| Звёздочка впадает в депрессию из-за того, что парень, который ей понравился, никак не звонит. Чтобы это исправить, Марко пытается развеселить её, но перебарщивает и тем самым вызывает Людо и всю его армию чудовищ. |            |                                                                                               |                            |                                                                        |                     |                        |
| 4б | 4б         | «Quest Buy» «Приключенческий супермаркет»                                                     | Аарон Хаммерсли            | Доминик Бисиньяно                                                      | 13 апреля 2015      | 8 сентября 2016        |
| Звёздочка потеряла зарядное устройство для своей волшебной палочки. На поиски новой зарядки она вместе с Марко отправляется в «Приключенческий супермаркет», но там их ждёт неприятный сюрприз. |            |                                                                                               |                            |                                                                        |                     |                        |
| 5a | 5a         | «Diaz Family Vacation» «Отпуск семьи Диаз»                                                    | Пьеро Пилузо               | Зеус Цервас, Кристофер Грэхэм и Пьеро Пилузо                           | 20 апреля 2015      | 12 сентября 2016       |
| На годовщину четы Диазов Звёздочка, вопреки запретам родителей, отправляется вместе с ними и Марко в путешествие на Мьюни. Там она видит своего отца Ривера и пытается от него скрыться. |            |                                                                                               |                            |                                                                        |                     |                        |
| 5б | 5б         | «Brittney's Party» «Вечеринка Бриттани»                                                       | Майк Маллен                | Майк Маллен и Йен Васселук                                             | 20 апреля 2015      | 12 сентября 2016       |
| Звёздочка и Марко без приглашения проникают на вечеринку в честь дня рождения Бриттани Вонг. |            |                                                                                               |                            |                                                                        |                     |                        |
| 6a | 6a         | «Mewberty» «Мьюзревание»                                                                      | Аарон Хаммерсли            | Аарон Хаммерсли и Доминик Бисиньяно                                    | 15 июня 2015        | 13 сентября 2016       |
| У Звёздочки начинается мьюзревание, и она превращается в неконтролируемую антропоморфную бабочку. Марко изо всех сил пытается ей помочь. |            |                                                                                               |                            |                                                                        |                     |                        |
| 6б | 6б         | «Pixtopia» «Пикстопия»                                                                        | Майк Маллен                | Кристофер Грэхэм, Майк Маллен и Карлос Рамос                           | 15 июня 2015        | 13 сентября 2016       |
| Марко с друзьями баловались по волшебному телефону Звёздочки и потратили весь её счёт. Вместе со Звёздочкой они идут оплачивать счёт в другое измерение, но в результате становятся рабами царицы фей. |            |                                                                                               |                            |                                                                        |                     |                        |
| 7a | 7a         | «Lobster Claws» «Омар»                                                                        | Майк Маллен, Пьеро Пилузо  | Скотт О’Брайэн и Пьеро Пилузо                                          | 22 июня 2015        | 14 сентября 2016       |
| Людо выгоняет Омара, одного из членов своей банды, из-за того, что он не смог украсть волшебную палочку Звёздочки. Марко хочет сделать Омара добрым и прикладывает для этого все усилия. |            |                                                                                               |                            |                                                                        |                     |                        |
| 7б | 7б         | «Sleep Spells» «Сонное колдовство»                                                            | Майк Маллен                | Майк Маллен и Йен Васселук                                             | 22 июня 2015        | 14 сентября 2016       |
| Марко решает помочь Звёздочке, чтобы та перестала колдовать во сне. Исследования приводят к неожиданным результатам. |            |                                                                                               |                            |                                                                        |                     |                        |
| 8a | 8a         | «Blood Moon Ball» «Бал кровавой луны»                                                         | Аарон Хаммерсли            | Доминик Бисиньяно и Аарон Хаммерсли                                    | 20 июля 2015        | 20 сентября 2016       |
| В школу приходит бывший парень Звёздочки — принц Подземного мира, демон Том Люцитор — и приглашает её на Бал Кровавой Луны, который проходит 1 раз в 667 лет. |            |                                                                                               |                            |                                                                        |                     |                        |
| 8б | 8б         | «Fortune Cookies» «Печенья с предсказанием»                                                   | Майк Маллен                | Кэрри Лиао и Майк Маллен                                               | 20 июля 2015        | 20 сентября 2016       |
| После очередной победы над Людо и его армией Марко ведёт Звёздочку в китайское кафе, где та пробует «волшебное» печенье, предсказывающее будущее, и начинает слепо верить всем предсказаниям. В это время Людо принимает на службу странного соискателя. |            |                                                                                               |                            |                                                                        |                     |                        |
| 9a | 9a         | «Freeze Day» «Замороженный день»                                                              | Майк Маллен                | Кэрри Лиао и Майк Маллен                                               | 27 июля 2015        | 22 сентября 2016       |
| Звёздочка останавливает время, чтобы Марко смог прийти в школу вовремя и поздороваться с Джеки. Однако возобновить время не получается, и они отправляются на Равнины Времени, чтобы заставить Отца Время исправить это. |            |                                                                                               |                            |                                                                        |                     |                        |
| 9б | 9б         | «Royal Pain» «Королевская боль»                                                               | Пьеро Пилузо               | Пьеро Пилузо и Йен Васселук                                            | 27 июля 2015        | 22 сентября 2016       |
| Король Баттерфляй посещает дочь на Земле без предупреждения. Поначалу Звёздочка очень рада, но потом приходит в ужас от разгильдяйского поведения отца. |            |                                                                                               |                            |                                                                        |                     |                        |
| 10 | 10         | «St. Olga's Reform School for Wayward Princesses» «Школа Святой Ольги для капризных принцесс» | Пьеро Пилузо               | Пьеро Пилузо                                                           | 10 августа 2015     | 27 сентября 2016       |
| Звёздочка отправляется в исправительную школу Святой Ольги для капризных принцесс, чтобы вызволить свою подругу Пониголовую в её день рождения. Вместе с ней идёт и Марко. |            |                                                                                               |                            |                                                                        |                     |                        |
| 11a | 11a        | «Mewnipendance Day» «День Мьюнизависимости»                                                   | Аарон Хаммерсли            | Доминик Бисиньяно, Аарон Хаммерсли, Кайл Ньюсвальд и Кардер Шолин      | 17 августа 2015     | 29 сентября 2016       |
| Звёздочка, празднуя День Мьюнезависимости на Земле, решает воссоздать великую битву за Мьюни и переодевает своих друзей в рыцарей и чудовищ. Людо в это время ищет подходящий момент для кражи волшебной палочки. |            |                                                                                               |                            |                                                                        |                     |                        |
| 11б | 11б        | «The Banagic Incident» «Банановый инцидент»                                                   | Майк Маллен                | Доминик Бисиньяно, Нат Кэш, Майк Маллен, Кайл Ньюсвальд и Кардер Шолин | 17 августа 2015     | 29 сентября 2016       |
| Звёздочка находит в каталоге журнала банагическую палочку, способную делать банановый охлаждающий десерт, и отправляется на поиски магазина, в котором она продаётся. По пути её ждёт масса приключений. |            |                                                                                               |                            |                                                                        |                     |                        |
| 12a | 12a        | «Interdimensional Field Trip» «Межпространственная экскурсия»                                 | Пьеро Пилузо               | Пьеро Пилузо и Йен Васселук                                            | 14 сентября 2015    | 4 октября 2016         |
| Мисс Скальник ведёт свой класс на восьмичасовую экскурсию в Музей скрепок. Всем становится невероятно скучно, и Звёздочка решает провести свою экскурсию с помощью ножниц измерений. |            |                                                                                               |                            |                                                                        |                     |                        |
| 12б | 12б        | «Marco Grows a Beard» «Марко растит бороду»                                                   | Майк Маллен и Пьеро Пилузо | Тайлер Чен                                                             | 14 сентября 2015    | 4 октября 2016         |
| Марко замечает, что Джеки нравятся парни с бородой, и решает отрастить свою. Звёздочка помогает ему в этом, используя магию, но из-за магии борода Марко разрастается до чудовищных размеров и наполняет весь дом, а сама Звёздочка теряет палочку в волосах. Для Людо это чудесная возможность добраться до палочки раньше Звёздочки и наконец заполучить её. |            |                                                                                               |                            |                                                                        |                     |                        |
| 13 | 13         | «Storm the Castle» «Штурм замка»                                                              | Аарон Хаммерсли            | Доминик Бисиньяно, Кристофер Грэхэм, Аарон Хаммерсли и Йен Васселук    | 21 сентября 2015    | 6 октября 2016         |
| После ссоры Звёздочка решает извиниться перед Марко, но не находит его. Она получает сообщение от Тоффи, в котором говорится, что ей необходимо прийти в замок Людо, если она вновь хочет видеть своего друга. |            |                                                                                               |                            |                                                                        |                     |                        |

### Сезон 2 (2016—2017)
| № общий | № в сезоне | Название                                                     | Режиссёр                         | Автор сценария                                                                              | Дата премьеры в США | Дата премьеры в России |
| --- | ---------- | ------------------------------------------------------------ | -------------------------------- | ------------------------------------------------------------------------------------------- | ------------------- | ---------------------- |
| 14a | 1a         | «My New Wand!» «Моя новая палочка»                           | Доминик Скалеа и Аарон Хаммерсли | Доминик Скалеа, Эвон Фриман и Аарон Хаммерсли                                               | 11 июля 2016        | 5 декабря 2016         |
| Марко случайно оказался в секретном шкафу Звёздочки. Чтобы освободить своего друга, она должна «погрузиться глубже», но понятия не имеет, что это значит и как это сделать. |            |                                                              |                                  |                                                                                             |                     |                        |
| 14б | 1б         | «Людо в дикой природе»                                       | Доминик Скалеа и Аарон Хаммерсли | 11 июля 2016                                                                                | 6 декабря 2016      |                        |
| Звёздочка бросает Людо по его просьбе в портал, ведущий в космос. Спустя некоторое время Людо оказывается в незнакомом измерении, где ему приходится бороться за жизнь в лесу. Позже он обнаруживает, что находится в Мьюни. |            |                                                              |                                  |                                                                                             |                     |                        |
| 15a | 2a         | «Mr. Candle Cares» «Заботы мистера Кэндла»                   | Джанкарло Вольпе                 | Ле Тан и Джанкарло Вольпе                                                                   | 18 июля 2016        | 5 декабря 2016         |
| В школу «Эхо-Крик» приезжает консультант мистер Кэндл, который определяет профориентацию учеников. Звёздочка и Марко его посещают, но остаются крайне недовольны услышанным. |            |                                                              |                                  |                                                                                             |                     |                        |
| 15б | 2б         | «Red Belt» «Красный пояс»                                    | Пьеро Пилузо                     | Джон Матхот и Пьеро Пилузо                                                                  | 18 июля 2016        | 5 декабря 2016         |
| Марко наконец решает сосредоточиться на получении красного пояса по карате. |            |                                                              |                                  |                                                                                             |                     |                        |
| 16a | 3a         | «Star on Wheels» «Звёздочка на колёсах»                      | Пьеро Пилузо                     | Зак Марк и Бретт Варон                                                                      | 25 июля 2016        | 7 декабря 2016         |
| Марко учит Звёздочку, как правильно ездить на велосипеде, но забывает научить её тормозить. Чтобы спасти её, он объединяется с Оскаром и Глоссариком. |            |                                                              |                                  |                                                                                             |                     |                        |
| 16б | 3б         | «Fetch» «Принеси»                                            | Доминик Скалеа и Аарон Хаммерсли | Доминик Скалеа, Эвон Фриман, Аарон Хаммерсли и Алет Романиллос                              | 25 июля 2016        | 7 декабря 2016         |
| Загадочная бездомная собака ворует волшебную палочку у Звёздочки и отказывается вернуть её обратно. |            |                                                              |                                  |                                                                                             |                     |                        |
| 17a | 4a         | «Star vs. Echo Creek» «Звёздочка и Эхо-Крик»                 | Джанкарло Вольпе                 | Доминик Скалеа, Сейдж Котуньо, Амелия Лоренц, Ле Тан и Джанкарло Вольпе                     | 1 августа 2016      | 8 декабря 2016         |
| Звёздочка скрывается после того, как случайно уничтожила полицейский автомобиль, так как страшно боится попасть в тюрьму. |            |                                                              |                                  |                                                                                             |                     |                        |
| 17б | 4б         | «Wand to Wand» «Палочки-палочки»                             | Джанкарло Вольпе                 | Доминик Скалеа, Аарон Хаммерсли, Ле Тан и Джанкарло Вольпе                                  | 1 августа 2016      | 8 декабря 2016         |
| Звёздочка и Людо борются за то, чтобы их палочки работали нормально. |            |                                                              |                                  |                                                                                             |                     |                        |
| 18a | 5a         | «Starstruck» «Боготворит»                                    | Доминик Скалеа и Аарон Хаммерсли | Тайлер Чен                                                                                  | 8 августа 2016      | 12 декабря 2016        |
| Звёздочка встречает своего самого большого кумира — Мину Лавберри. Она просит Мину научить её быть крутой и сильной, но уже скоро начинает сомневаться в своих желаниях. |            |                                                              |                                  |                                                                                             |                     |                        |
| 18б | 5б         | «Camping Trip» «Поход»                                       | Джон Инфантино и Пьеро Пилузо    | Джон Инфантино, Брэндон Круз и Пьеро Пилузо                                                 | 8 августа 2016      | 12 декабря 2016        |
| Звёздочка и Марко идут смотреть на старый гейзер, но к ним пришёл и Ривер, который всю дорогу странно себя ведёт. Выясняется, что Ривер очень боится показаться «ненужным стариком» в глазах собственной дочери. |            |                                                              |                                  |                                                                                             |                     |                        |
| 19a | 6a         | «Starsitting» «Звёздочка сидит»                              | Пьеро Пилузо                     | Зак Марк и Бретт Варон                                                                      | 15 августа 2016     | 13 декабря 2016        |
| К Звёздочке и Марко приходит Жабан и просит их посидеть с головастиками, пока он будет «на работе». |            |                                                              |                                  |                                                                                             |                     |                        |
| 19б | 6б         | «On the Job» «На работе»                                     | Пьеро Пилузо                     | Джон Матхот и Пьеро Пилузо                                                                  | 15 августа 2016     | 13 декабря 2016        |
| Жабан должен завершить важную миссию, чтобы прокормить своих детей. |            |                                                              |                                  |                                                                                             |                     |                        |
| 20a | 7a         | «Goblin Dogs» «Гоблин дог»                                   | Доминик Скалеа и Аарон Хаммерсли | Доминик Скалеа, Эвон Фримен, Джон Инфантино и Алет Романиллос                               | 12 сентября 2016    | 14 декабря 2016        |
| Звёздочка и её друзья стоят в самой длинной очереди за лучшим хот-догом во вселенной. |            |                                                              |                                  |                                                                                             |                     |                        |
| 20б | 7б         | «By the Book» «По книге»                                     | Джанкарло Вольпе                 | Сейдж Котуньо и Амелия Лоренц                                                               | 12 сентября 2016    | 14 декабря 2016        |
| После ссоры со Звёздочкой Глоссарик скрывается в коробке с пончиками. В то время как Звёздочка и Марко пытаются убедить его выйти из коробки, появляется Людо и пытается отобрать волшебную палочку. |            |                                                              |                                  |                                                                                             |                     |                        |
| 21a | 8a         | «Game of Flags» «Игра во флаги»                              | Пьеро Пилузо                     | Эвон Фримен, Джон Матхот и Пьеро Пилузо                                                     | 19 сентября 2016    | 19 декабря 2016        |
| Звёздочка хочет сыграть со своей семьёй — Баттерфляями и Йохансенами — в фамильную игру «Царь горы», с флагами, но её мать категорически против. Однако Звёздочка не намерена сдаваться. |            |                                                              |                                  |                                                                                             |                     |                        |
| 21б | 8б         | «Girls' Day Out» «День девочек»                              | Джанкарло Вольпе                 | Доминик Скалеа, Аарон Хаммерсли, Ле Тан и Джанкарло Вольпе                                  | 19 сентября 2016    | 20 декабря 2016        |
| Звёздочка становится главной у проблемных учеников, и теперь она должна помочь им с их просьбами. |            |                                                              |                                  |                                                                                             |                     |                        |
| 22a | 9a         | «Sleepover» «Пижамная вечеринка»                             | Пьеро Пилузо                     | Зак Марк и Бретт Варон                                                                      | 26 сентября 2016    | 21 декабря 2016        |
| Марко собирается произвести впечатление на Джеки во время пижамной вечеринки у Звёздочки, но волшебная игра «Правда или ложь» угрожает раскрыть все их тайны. |            |                                                              |                                  |                                                                                             |                     |                        |
| 22б | 9б         | «Gift of the Card» «Подарочная карта»                        | Доминик Скалеа и Аарон Хаммерсли | Анрийса Аджани и Наташа Клайн                                                               | 26 сентября 2016    | 21 декабря 2016        |
| Марко должен использовать подарочную карту, иначе он и Звёздочка будут убиты. На беду, в это самое время мисс Хейнос посылает наёмника-септарианца по имени Растикор Хаосус Разрушевейн с аналогичной миссией. |            |                                                              |                                  |                                                                                             |                     |                        |
| 23a | 10a        | «Friendenemies» «Друзья или враги»                           | Джанкарло Вольпе                 | Сейдж Котуньо и Амелия Лоренц                                                               | 3 октября 2016      | 13 февраля 2017        |
| Том приглашает Марко на киномарафон. |            |                                                              |                                  |                                                                                             |                     |                        |
| 23б | 10б        | «Is Mystery» «Тайна»                                         | Доминик Скалеа и Аарон Хаммерсли | Марк Акланд, Доминик Скалеа, Риккардо Дюранте и Джастин Ли                                  | 3 октября 2016      | 14 февраля 2017        |
| Жабан исследует отверстие в силовом поле на Мьюни и попадает в крупные неприятности. |            |                                                              |                                  |                                                                                             |                     |                        |
| 24a | 11a        | «Hungry Larry» «Голодный Ларри»                              | Доминик Скалеа и Аарон Хаммерсли | Марк Акланд, Доминик Скалеа, Риккардо Дюранте и Аарон Хаммерсли                             | 10 октября 2016     | 30 октября 2017        |
| Звёздочка и Жанна, желая помочь мистеру Диазу на Хэллоуин, создали самый страшный дом с привидениями. |            |                                                              |                                  |                                                                                             |                     |                        |
| 24б | 11б        | «Spider With a Top Hat» «Паук с цилиндром»                   | Пьеро Пилузо                     | Зак Маркус, Пьеро Пилузо и Бретт Варон                                                      | 10 октября 2016     | 30 октября 2017        |
| Внутри волшебной палочки Звёздочки проживает Паук в цилиндре, который втайне мечтает быть воином, как его лучший друг Нарвал. |            |                                                              |                                  |                                                                                             |                     |                        |
| 25a | 12a        | «Into the Wand» «В палочку»                                  | Доминик Скалеа, Аарон Хаммерсли  | Доминик Скалеа, Аарон Хаммерсли и Джастин Ли                                                | 7 ноября 2016       | 15 февраля 2017        |
| Звёздочке нужна помощь Глоссарика, чтобы выяснить, почему сломана волшебная палочка. |            |                                                              |                                  |                                                                                             |                     |                        |
| 25б | 12б        | «Pizza Thing» «Пицца — вещь»                                 | Пьеро Пилузо                     | Эвон Фримен, Джон Матхот, Пьеро Пилузо и Кэсси Цварт                                        | 7 ноября 2016       | 27 февраля 2017        |
| Марко и Пониголовая должны доставить пиццу, имея дело с сериями несчастий. |            |                                                              |                                  |                                                                                             |                     |                        |
| 26a | 13a        | «Page Turner» «Увлекательная книга»                          | Пьеро Пилузо                     | Зак Марк и Бретт Варон                                                                      | 14 ноября 2016      | 15 февраля 2017        |
| Звёздочка пытается удержаться от соблазна читать запрещённую главу в Книге Заклинаний. На её счастье, Глоссарика срочно вызывает Верховная Магическая Комиссия. |            |                                                              |                                  |                                                                                             |                     |                        |
| 26б | 13б        | «Naysaya» «Обличитель»                                       | Джанкарло Вольпе                 | Доминик Скалеа, Эвон Фриман, Аарон Хаммерсли, Джон Инфантино, Ле Тан и Джанкарло Вольпе     | 14 ноября 2016      | 15 февраля 2017        |
| У Марко вырастает вторая голова, которая раскрывает все его секреты перед Джеки. |            |                                                              |                                  |                                                                                             |                     |                        |
| 27 | 14         | «Bon Bon the Birthday Clown» «День рождения клоуна Бон-Бона» | Джанкарло Вольпе                 | Доминик Скалеа, Сейдж Котуньо, Аарон Хаммерсли, Амелия Лоренц и Ле Тан                      | 21 ноября 2016      | 16 февраля 2017        |
| Звёздочка и Жанна ждут воскрешения клоуна Бон-Бона, но в этот момент появляется Людо и после упорной борьбы похищает Книгу Заклинаний вместе с Глоссариком. |            |                                                              |                                  |                                                                                             |                     |                        |
| 28a | 15a        | «Raid the Cave» «Рейд пещеры»                                | Джанкарло Вольпе                 | Сейдж Котуньо и Амелия Лоренц                                                               | 6 февраля 2017      | 20 февраля 2017        |
| Вскоре после событий серии «День рождения клоуна Бон-Бона» Звёздочка начинает собирать рюкзак, чтобы найти и спасти Глоссарика. Марко замечает, что она берёт слишком много ненужных вещей. Он также предлагает сообщить о случившемся маме Звёздочки, однако та решительно отвергает этот вариант. |            |                                                              |                                  |                                                                                             |                     |                        |
| 28б | 15б        | «Trickstar» «Трюк Звёздочки»                                 | Доминик Скалеа и Аарон Хаммерсли | Джастин Ли и Сара Олексик                                                                   | 7 февраля 2017      | 20 февраля 2017        |
| Звёздочка и Марко отправляются на день рождения Сэнсэя. Девочка начинает подозревать, что фокусник на празднике не тот, за кого себя выдаёт. |            |                                                              |                                  |                                                                                             |                     |                        |
| 29a | 16a        | «Baby» «Малютка»                                             | Джанкарло Вольпе                 | Эвон Фримен и Ле Тан                                                                        | 8 февраля 2017      | 22 февраля 2017        |
| У Звёздочки оценивают её навыки в заклинаниях. |            |                                                              |                                  |                                                                                             |                     |                        |
| 29б | 16б        | «Running with Scissors» «Бег с ножницами»                    | Пьеро Пилузо                     | Джина Гресс и Джон Матхот                                                                   | 9 февраля 2017      | 22 февраля 2017        |
| Марко злоупотребляет межпространственными ножницами. В результате его ловит Хекапу и наказывает, но разозлённый Марко настраивается получить собственные ножницы. Ради этого он готов пойти на всё. |            |                                                              |                                  |                                                                                             |                     |                        |
| 30a | 17a        | «Mathmagic» «Математика волшебства»                          | Доминик Скалеа и Аарон Хаммерсли | Марк Аклунд и Риккардо Дюранте                                                              | 13 февраля 2017     | 28 февраля 2017        |
| Упрямство Звёздочки на уроке математики ставит под угрозу вселенную. |            |                                                              |                                  |                                                                                             |                     |                        |
| 30б | 17б        | «The Bounce Lounge» «Отбойная вечеринка»                     | Пьеро Пилузо и Бретт Варон       | Зак Марк и Бретт Варон                                                                      | 14 февраля 2017     | 28 февраля 2017        |
| Звёздочка, Марко и Пониголовая объединяются, чтобы «Прыгающее Облако» не закрыли. |            |                                                              |                                  |                                                                                             |                     |                        |
| 31a | 18a        | «Crystal Clear» «Кристально чистый»                          | Джанкарло Вольпе                 | Сейдж Котуньо и Амелия Лоренц                                                               | 15 февраля 2017     | 1 марта 2017           |
| Ромбулус похищает Звёздочку и Марко. Он считает, что она виновата во всех межпространственных коллапсах. |            |                                                              |                                  |                                                                                             |                     |                        |
| 31б | 18б        | «The Hard Way» «Трудный путь»                                | Доминик Скалеа и Аарон Хаммерсли | Сара Олексик и Кэсси Зварт                                                                  | 16 февраля 2017     | 1 марта 2017           |
| Глоссарик соглашается обучить Людо заклинаниям по Книге Заклинаний. Людо овладевает заклинанием левитации и позже прочитывает запретную главу, призывая тёмную магию, но когда он говорит с Глоссариком, то говорит голосом Тоффи, который завладел его телом. Глоссарик узнаёт Тоффи. |            |                                                              |                                  |                                                                                             |                     |                        |
| 32a | 19a        | «Heinous» «Хейнос»                                           | Бретт Варон                      | Джина Гресс и Джон Матхот                                                                   | 20 февраля 2017     | 2 марта 2017           |
| Марко вынужден искупить своё поведение по отношению к мисс Хейнос, когда та прибывает в его дом. |            |                                                              |                                  |                                                                                             |                     |                        |
| 32б | 19б        | «All Belts are Off» «Все ремни отключены»                    | Джанкарло Вольпе                 | Эвон Фримен и Ле Тан                                                                        | 21 февраля 2017     | 2 марта 2017           |
| Сэнсэй выбрал Джереми лучшим учеником Доджо, но Марко хочет доказать Сэнсэю, что он лучше Джереми. |            |                                                              |                                  |                                                                                             |                     |                        |
| 33a | 20a        | «Collateral Damage» «Сопутствующий ущерб»                    | Доминик Скалеа и Аарон Хаммерсли | Тайлер Чен и Джастин Ли                                                                     | 22 февраля 2017     | 21 апреля 2017         |
| Звёздочка разрушает статую-талисман старшей школы «Эхо-Крик». Теперь она должна найти способ воодушевить учеников. |            |                                                              |                                  |                                                                                             |                     |                        |
| 33б | 20б        | «Just Friends» «Просто друзья»                               | Бретт Варон                      | Зак Марк и Бретт Варон                                                                      | 23 февраля 2017     | 21 апреля 2017         |
| Звёздочка хочет сделать сюрприз для Марко. Она даёт ему билеты на концерт группы «Любовный приговор», но также приглашает и Джеки. Когда девочки начинают вместе веселиться, Марко испытывает чувство ревности и хочет, чтобы они продолжали дальше без него, но Джеки переубеждает Марко. На концерте Джеки и Марко целуются. Звёздочка, видя всё это, начинает ревновать и убегает. Покинув концерт, она от злости применяет испорченную магию. |            |                                                              |                                  |                                                                                             |                     |                        |
| 34 | 21         | «Face the Music» «Лицо музыки»                               | Джанкарло Волпе                  | Доминик Скалеа, Сейдж Котуньо, Аарон Хаммерсли, Амелия Лоренц, Сара Олексик и Кэсси Цварт   | 27 февраля 2017     | 28 апреля 2017         |
| Королева Луна приказывает новому придворному менестрелю Рубериоту приказывает написать песню о Звёздочке для традиционного Дня Песни, но та не хочет участвовать в этом. Рубериот убеждает её написать песню о ней настоящей, но в этой песне он открывает народу Мьюни всю правду: как Звёздочка потеряла Книгу Заклинаний, и что она влюблена в Марко, что ставит под сомнения его отношения с Джеки. |            |                                                              |                                  |                                                                                             |                     |                        |
| 35 | 22         | «Starcrushed» «Разбитая звезда»                              | Доминик Скалеа и Аарон Хаммерсли | Доминик Скалеа, Тайлер Чен, Эвон Фримен, Джина Гресс, Аарон Хаммерсли, Джон Матхот и Ле Тан | 27 февраля 2017     | 5 мая 2017             |
| Во время выпускного вечера в «Эхо-Крик» Марко отчаянно пытается снова сойтись со Звёздочкой после событий предыдущей серии. В это время королева Луна вторгается в новый замок Людо вместе с Верховной Магической Комиссией. Друзья убеждают Звёздочку забыть о выпускном и вместо этого пойти на вечеринку с Оскаром. Тем временем Тоффи овладевает телом Людо и повторно отращивает свою оторванную руку из палочки Людо, истощая волшебство Магической Комиссии и почти убивая Королеву Луну, которую воскрешает канцлер Лекмет. Когда Звёздочка возвращается, мать сообщает ей, что они должны срочно вернуться в Мьюни. Звёздочка признаётся Марко в своих чувствах и со слезами покидает Землю. |            |                                                              |                                  |                                                                                             |                     |                        |

### Сезон 3 (2017—2018)
| № общий | № в сезоне | Название                                        | Режиссёр                                                     | Автор сценария                                                                                       | Дата премьеры в США | Дата премьеры в России |
| --- | ---------- | ----------------------------------------------- | ------------------------------------------------------------ | --- | ------------------- | ---------------------- |
| 36a | 1a         | «Return to Mewni» «Возвращение на Мьюни»        | Доминик Скалеа и Аарон Хаммерсли                             | Доминик Скалеа, Аарон Хаммерсли, Зак Маркус и Кэсси Зварт                                            | 15 июля 2017        | 9 февраля 2018         |
| Звёздочка возвращается в своё родное измерение Мьюни, где обнаруживает, что магия исчезла по всему королевству. Она должна бросить вызов Людо, чтобы спасти свою семью и родину. |            |                                                 |                                                              | |                     |                        |
| 36б | 1б         | «Неустрашимая Луна»                             | Доминик Бисиньяно, Аарон Хаммерсли и Джанкарло Вольпе        | 15 июля 2017                                                                                         | 9 февраля 2018      |                        |
| Королева Луна рассказывает дочери о своём прошлом, пока они скрываются в Святилище магии. |            |                                                 |                                                              | |                     |                        |
| 37a | 2a         | «Book Be Gone» «Книга исчезла»                  | Бретт Варон                                                  | Мейдлин Флорес, Бретт Варон и Николетт Вуд                                                           | 15 июля 2017        | 9 февраля 2018         |
| Людо пытается записать в Книгу Заклинаний главу о том, что он победил Верховную Магическую Комиссию, но та не поддаётся. |            |                                                 |                                                              | |                     |                        |
| 37б | 2б         | «Marco and the King» «Марко и Король»           | Доминик Бисиньяно и Аарон Хаммерсли                          | Доминик Бисиньяно, Джастин Ли и Амелия Лоренз                                                        | 15 июля 2017        | 9 февраля 2018         |
| Народ Мьюни очень сильно презирает короля Ривера, который не справляется с обязанностями регента. Ему с помощью Марко надо устранить беспорядки и победить монстра, который приближается к границам королевства. |            |                                                 |                                                              | |                     |                        |
| 38a | 3a         | «Puddle Defender» «Грязь Защита»                | Тайлер Чен и Джанкарло Вольпе                                | Тайлер Чен, Джина Гресс и Сара Олексик                                                               | 15 июля 2017        | 9 февраля 2018         |
| Звёздочка и её мать находят убежище в доме Жабана. Между ним и Луной неожиданно находится много общего. |            |                                                 |                                                              | |                     |                        |
| 38б | 3б         | «King Ludo» «Король Людо»                       | Бретт Варон                                                  | Кэйси Кроув, Эвон Фриман и Бретт Варон                                                               | 15 июля 2017        | 9 февраля 2018         |
| Людо, будучи королём, хочет заставить мьюнианцев его уважать и любить. В это время Марко пытается вызволить короля Ривера из темницы. |            |                                                 |                                                              | |                     |                        |
| 39 | 4          | «Toffee» «Тоффи»                                | Доминик Бисиньяно, Тайлер Чен и Аарон Хаммерсли              | Доминик Бисиньяно, Тайлер Чен, Сейдж Котуньо, Кристен Гиш, Аарон Хаммерсли, Зак Маркус и Кэсси Зварт | 15 июля 2017        | 16 февраля 2018        |
| Звёздочка пробирается в Замок Баттерфляев и пытается остановить Людо, но Паучиха останавливает её. Звёздочка говорит Людо о том, что его контролирует Тоффи, и тот просит её о помощи. Звёздочка попадает в пространство палочки, где обнаруживает Тоффи. Тот переговаривается с королевой Луной о возвращении его пальца и в итоге регенерирует, уничтожая остатки палочки. Луна безуспешно пытается произнести тёмное заклинание, а в это время Звёздочка достаёт найденные из супа Глоссарика остатки чистой магии палочки, перерождая её и входит в форму Баттерфляй, мощным заклинанием уничтожая Тоффи. Людо добивает его и просит снова отправить его в космос, чтобы найти себя. Луна подозревает, что кристалл, в котором заточена Эклипса, разрушается, но не замечает этого. |            |                                                 |                                                              | |                     |                        |
| 40a | 5a         | «Scent of a Hoodie» «Запах толстовки»           | Бретт Варон                                                  | Мадлен Флорес, Бретт Варон и Николетт Вуд                                                            | 6 ноября 2017       | 16 февраля 2018        |
| Звёздочка прощается с Марко и держит у себя его толстовку в качестве напоминания о их дружбе. Пониголовая выбрасывает толстовку Марко в прачечную. Звёздочка отправляется туда, чтобы вернуть драгоценную вещь. |            |                                                 |                                                              | |                     |                        |
| 40б | 5б         | «Rest in Pudding» «Отдых в пудинге»             | Доминик Бисиньяно и Аарон Хаммерсли                          | Доминик Бисиньяно, Джастин Ли, Амелия Лоренц и Кенни Питтенгер                                       | 6 ноября 2017       | 16 февраля 2018        |
| У Звёздочки появляются повторяющиеся видения о Глоссарике. Она верит, что он жив и хочет ей что-то сказать. За помощью она обращается к Жанне. |            |                                                 |                                                              | |                     |                        |
| 41a | 6a         | «Club Snubbed» «Клуб оскорблённых»              | Тайлер Чен                                                   | Тайлер Чен, Джина Гресс и Сара Олексик                                                               | 7 ноября 2017       | 16 февраля 2018        |
| На Мьюни устраивают традиционный Бал Серебряного Колокольчика в честь дружбы королевств. В ходе него между Звёздочкой и Томом возникают прения. |            |                                                 |                                                              | |                     |                        |
| 41б | 6б         | «Stranger Danger» «Незнакомая опасность»        | Бретт Варон                                                  | Кейси Кроу и Шарлотта Джексон                                                                        | 7 ноября 2017       | 16 февраля 2018        |
| Звёздочка встречает освобождённую древнюю королеву Эклипсу, которую хотят кристаллизовать повторно. Звёздочка против этого, она хочет справедливого решения. |            |                                                 |                                                              | |                     |                        |
| 42a | 7a         | «Demoncism» «Демонцизм»                         | Доминик Бисиньяно, Аарон Хаммерсли                           | Зак Маркус, Кенни Питтенгер и Кэсси Цварт                                                            | 8 ноября 2017       | 2 марта 2018           |
| Отношения Звёздочки и Тома подвергаются испытанию, когда Том решает избавиться от своих демонов. |            |                                                 |                                                              | |                     |                        |
| 42б | 7б         | «Sophomore Slump» «Второсортный обвал»          | Тайлер Чен                                                   | Тайлер Чен, Сейдж Котуньо и Кристен Гиш                                                              | 8 ноября 2017       | 2 марта 2018           |
| Марко решает приложить все усилия к нормальной жизни на Земле, но по-прежнему грезит Мьюни. В итоге родители, Джеки и директор академии отправляют его на Мьюни как «ученика по обмену». |            |                                                 |                                                              | |                     |                        |
| 43a | 8a         | «Lint Catcher» «Ловец снов»                     | Бретт Варон                                                  | Мадлен Флорес, Бретт Варон и Николетт Вуд                                                            | 9 ноября 2017       | 2 марта 2018           |
| Марко возвращается на Мьюни, но возникает вопрос, к какому делу его приспособить. В итоге Звёздочка решает назначить Марко своим оруженосцем. |            |                                                 |                                                              | |                     |                        |
| 43б | 8б         | «Trial by Squire» «Испытание оруженосца»        | Доминик Бисиньяно и Аарон Хаммерсли                          | Джуштин Ли, Амелия Лоренц и Кенни Питтенгер                                                          | 9 ноября 2017       | 2 марта 2018           |
| Звёздочка и Марко готовятся к распродаже в «Приключенческом супермаркете» для закупки рыцарского снаряжения. |            |                                                 |                                                              | |                     |                        |
| 44a | 9a         | «Princess Turdina» «Принцесса Турдина»          | Тайлер Чен                                                   | Тайлер Чен, Джина Гресс и Сара Олексик                                                               | 13 ноября 2017      | 2 марта 2018           |
| Марко едет в школу Святой Ольги на вручение награды. Там он обнаруживает, что в школе возник настоящий культ его личности. На церемонии награждения мисс Хейнос, которая хочет вернуть контроль над школой, показывает всем принцессам, что Марко — это мальчик. |            |                                                 |                                                              | |                     |                        |
| 44б | 9б         | «Starfari» «Старфари»                           | Бретт Варон                                                  | Кейси Кроу и Шарлотта Джексон                                                                        | 13 ноября 2017      | 2 марта 2018           |
| Звёздочка начинает замечать, что жители Мьюни относятся к монстрам несправедливо, и пытается всё исправить. Однако за помощью она обращается не к тому человеку. |            |                                                 |                                                              | |                     |                        |
| 45a | 10a        | «Sweet Dreams» «Сладкий сон»                    | Тайлер Чен и Аарон Хаммерсли                                 | Сейдж Котуньо и Амелия Лоренц                                                                        | 14 ноября 2017      | 16 марта 2018          |
| Звёздочка обнаруживает, что она путешествует по другим измерениям во сне, и понимает, что это может быть опасно для её жизни. Но её попытки прекратить это только усугубляют ситуацию. |            |                                                 |                                                              | |                     |                        |
| 45б | 10б        | «Lava Lake Beach» «Пляж Лавового озера»         | Доминик Бисиньяно и Аарон Хаммерсли                          | Зак Маркус, Кенни Питтенгер и Кэсси Цварт                                                            | 14 ноября 2017      | 16 марта 2018          |
| Келли расстаётся со своим парнем Тэдом и просит Марко, чтобы он его прогнал. Перед его уходом Тэд даёт Марко понять, что ему не безразлична Звёздочка. По приходе Марко видит, что Звёздочка целуется с Томом. Вместе с полночью наступает день рождения Марко, и они с Келли идут смотреть на парад душ. |            |                                                 |                                                              | |                     |                        |
| 46a | 11a        | «Death Peck» «Смертельный клевок»               | Бретт Варон                                                  | Мадлен Флорес, Кенни Питтенгер, Бретт Варон и Николетт Вуд                                           | 15 ноября 2017      | 16 марта 2018          |
| Звёздочка собирает последнюю подпись, призывающую относиться к монстрам дружелюбно. Из-за оплошности Марко, сломавшего лапку принцу Ричу Голубю, им с Пониголовой приходится скрываться от стаи разъярённых голубей. |            |                                                 |                                                              | |                     |                        |
| 46б | 11б        | «Ponymonium» «Понимоний»                        | Доминик Бисиньяно и Аарон Хаммерсли                          | Доминик Бисиньяно, Кристен Гиш, Джуштин Ли и Кенни Питтенгер                                         | 15 ноября 2017      | 16 марта 2018          |
| Звёздочка посещает Пониголовую и её сестёр в Облачном королевстве и узнаёт, что те готовят заговор против Пониголовой из-за её старшинства и наследия престола. |            |                                                 |                                                              | |                     |                        |
| 47a | 12a        | «Night Life» «Ночная жизнь»                     | Тайлер Чен                                                   | Тайлер Чен, Джина Гресс и Сара Олексик                                                               | 16 ноября 2017      | 16 марта 2018          |
| Звёздочка узнаёт, что Марко и Хекапу занимаются закрытием нелегальных межпространственных порталов. Хекапу становится известно, что причиной этих дыр в измерениях оказывается сама Звёздочка. |            |                                                 |                                                              | |                     |                        |
| 47б | 12б        | «Deep Dive» «Глубокое погружение»               | Бретт Варон                                                  | Доминик Бисиньяно, Кейси Кроу, Аарон Хаммерсли, Шарлотта Джексон, Кенни Питтенгер и Бретт Варон      | 16 ноября 2017      | 16 марта 2018          |
| Звёздочка наконец решает прекратить свой лунатизм и достичь в своём сне того, чего ей прежде не удавалось. Для этого она берёт в помощники Марко и Жанну. |            |                                                 |                                                              | |                     |                        |
| 48 | 13         | «Monster Bash» «Удар монстра»                   | Тайлер Чен и Аарон Хаммерсли                                 | Доминик Бисиньяно, Тайлер Чен, Сейдж Котуньо, Амелия Лоренц, Зак Маркус и Кэсси Цварт                | 16 ноября 2017      | 23 марта 2018          |
| Все венценосные друзья Звёздочки и группа монстров собираются в древнем Храме Монстров, чтобы отпраздновать наступающую эру дружбы, но Мина похищает часть монстров и запирает их в подвале. Звёздочка и Марко идут на поиски, но приходит мисс Хейнос и решает забрать из Марко его силы. Из-за Мины отпирается секретная дверь, и все присутствующие узнают, что настоящее имя Хейнос — Метеора, и что она принцесса Баттерфляй, дочь Эклипсы и монстра Глобгора. |            |                                                 |                                                              | |                     |                        |
| 49a | 14a        | «Stump Day» «День пня»                          | Тайлер Чен                                                   | Тайлер Чен, Джина Гресс и Сара Олексик                                                               | 2 декабря 2017      | 28 декабря 2017        |
| Звёздочка взволнована праздником «День Пня», несмотря на то, что почти все остальные считают его историю детской сказкой. Тем временем Марко устраивает вечеринку-сюрприз в честь пятнадцатилетия Звёздочки, чей день рождения совпадает с Днём Пня. |            |                                                 |                                                              | |                     |                        |
| 49б | 14б        | «Holiday Spellcial» «Праздничный выпуск»        | Бретт Варон                                                  | Кейси Кроу и Шарлотта Джексон                                                                        | 2 декабря 2017      | 28 декабря 2017        |
| Внутри палочки Звёздочки также отмечается День Пня. На вечеринке, организованной Пауком в цилиндре, появляется новое заклинание — Всевидящее Око, которое остальные начинают избегать. |            |                                                 |                                                              | |                     |                        |
| 50a | 15a        | «The Bogbeast of Boggabah» «Зверь Топей»        | Бретт Варон                                                  | Мадлен Флорес, Аарон Хаммерсли, Бретт Варон и Николетт Вуд                                           | 3 марта 2018        | 12 апреля 2018         |
| Звёздочка врывается в кабинет своей матери и рассказывает, что Хейнос — дочь Эклипсы, но та ей не верит и выгоняет её. Раздосадованную Звёздочку ловит Ривер, который забирает её с собой охотиться на таинственного Зверя Топей. |            |                                                 |                                                              | |                     |                        |
| 50б | 15б        | «Total Eclipsa the Moon» «Полное затмение Луны» | Доминик Бисиньяно и Аарон Хаммерсли                          | Доминик Бисиньяно, Кристен Гиш, Джуштин Ли и Кенни Питтенгер                                         | 3 марта 2018        | 12 апреля 2018         |
| После того, как Луна выгнала Звёздочку из кабинета, она задумалась и решила прочитать семейный дневник династии Баттерфляев. Луна отправляется идёт к Эклипсе, чтобы узнать, её ли дочь королева Фестивия, но тут выясняется, что это не так. Эклипса и Луна отправляются на поиски волшебного архива, чтобы узнать, что произошло с Метеорой. |            |                                                 |                                                              | |                     |                        |
| 51a | 16a        | «Butterfly Trap» «Ловушка Баттерфляй»           | Сейдж Котуньо                                                | Сейдж Котуньо и Амелия Лоренц                                                                        | 10 марта 2018       | 12 апреля 2018         |
| Королева Луна проводит суд над Эклипсой с участием Звёздочки и Высшей Магической Комиссии. Луна предоставляет большое количество сведений о Эклипсе и её делах, но из-за них суд может затянуться на долгое время, и тогда Эклипса предлагает провести суд с помощью Куба Правосудия. В конце суда Верховная Магическая Комиссия объявляет приговор Эклипсе, но позже Куб Правосудия обвиняет их во лжи про историю Мьюни. Комиссия вынуждена рассказать всю правду о дочери Эклипсы. |            |                                                 |                                                              | |                     |                        |
| 51б | 16б        | «Ludo, Where Art Thou?» «Людо, где ты?»         | Доминик Бисиньяно, Аарон Хаммерсли                           | Доминик Бисиньяно, Аарон Хаммерсли, Зак Маркус и Кэсси Цварт                                         | 10 марта 2018       | 12 апреля 2018         |
| Младший брат Людо, Деннис, идёт на поиски брата. Он находит его в неожиданном состоянии. Деннис понимает, что Людо одичал, и решает отправить его домой, но у него ничего не выходит. |            |                                                 |                                                              | |                     |                        |
| 52a | 17a        | «Is Another Mystery» «Ещё одна тайна»           | Бретт Варон                                                  | Мадлен Флорес, Бретт Варон и Николетт Вуд                                                            | 17 марта 2018       | 12 апреля 2018         |
| Марко находит сообщение от Жабана о том, что он покидает Мьюни вместе со своими детьми и другими монстрами. Звёздочка и Том отправляются на его болото, где Жабан рассказывает о том, что им больше нет места на Мьюни. |            |                                                 |                                                              | |                     |                        |
| 52б | 17б        | «Marco Jr.» «Марко-младший»                     | Бретт Варон                                                  | Кейси Кроу и Шарлотта Джексон                                                                        | 17 марта 2018       | 12 апреля 2018         |
| Марко узнаёт, что скоро у него будет братишка — Марко-младший. Он не принёс подарок и решает сделать свой портрет. Однако он неправильно решает тест на сущность, и его внешность кардинально меняется. |            |                                                 |                                                              | |                     |                        |
| 53a | 18a        | «Skooled!» «Обученный»                          | Доминик Бисиньяно и Аарон Хаммерсли                          | Доминик Бисиньяно, Кристен Гиш, Аарон Хаммерсли, Джуштин Ли и Кенни Питтгейт                         | 24 марта 2018       | 31 мая 2018            |
| Пониголовая решает вернуться в школу Святой Ольги, но в школу приходит Метеора, чтобы узнать своё прошлое. От Святой Ольги Метеора узнаёт, что она — законная наследница престола Мьюни, и в ярости вырывает рог у Пониголовой, которая напала на неё. |            |                                                 |                                                              | |                     |                        |
| 53б | 18б        | «Booth Buddies» «Будка друзей»                  | Тайлер Чен                                                   | Доминик Бисиньяно, Тайлер Чен, Джина Гресс, Аарон Хаммерсли и Сара Олексык                           | 24 марта 2018       | 31 мая 2018            |
| Звёздочка, Том, Марко и Келли приходят на свадьбу Фулдюк и Рубериота. Звёздочка и Марко заходят в фотобудку и делают совместные снимки, но будка запирается. Марко решает поцеловать Звёздочку, после чего дверь открывается, и ремонтник признаётся, что запер их специально. |            |                                                 |                                                              | |                     |                        |
| 54a | 19a        | «Bam Ui Pati!» «Вечеринка ночи»                 | Бретт Варон                                                  | Доминик Бисиньяно, Мадлен Флорес, Аарон Хаммерсли, Бретт Варон и Николетт Вуд                        | 31 марта 2018       | 31 мая 2018            |
| Пониголовая пребывает в депрессии после травмы. Она сбежала из дома, так как горюет, что у неё нет рога. Морской Конёк делает для неё новый рог. |            |                                                 |                                                              | |                     |                        |
| 54б | 19б        | «Tough Love» «Жёсткая любовь»                   | Доминик Бисиньяно и Аарон Хаммерсли                          | Доминик Бисиньяно, Кристен Гиш, Аарон Хаммерсли, Джуштин Ли и Кенни Питтгейт                         | 31 марта 2018       | 31 мая 2018            |
| Королева Луна и Эклипса в поисках Метеоры, которая рушит всё вокруг и поглощает чужие души. Когда они её находят, Луна вступает в бой и почти побеждает Метеору, но из-за вмешательства Эклипсы та ранит Луну, лишая её половины души. В полубессознательном состоянии Луна улетает в Край Магии для восстановления здоровья. |            |                                                 |                                                              | |                     |                        |
| 55 | 20         | «Divide» «Разделить»                            | Доминик Бисиньяно, Аарон Хаммерсли и Бретт Варон             | Доминик Бисиньяно, Джина Гресс, Аарон Хаммерсли, Зак Маркус, Сара Олексик, Бретт Варон и Кэсси Цварт | 7 апреля 2018       | 31 мая 2018            |
| Звёздочка отправляется в Край Магии, чтобы найти маму и вернуться с ней домой. Также она, как временная королева, приказывает Марко задержать Метеору, но, «Марколепной семёрке» (Марко, Том, Хекапу, Келли, Телон, Пониголовая, Джорби) не удалось остановить её. В живых остаётся только Том. |            |                                                 |                                                              | |                     |                        |
| 56 | 21         | «Conquer» «Покорение»                           | Доминик Бисиньяно, Тайлер Чен, Аарон Хаммерсли и Бретт Варон | Тайлер Чен, Сейдж Контуньо, Кейси Кроу, Аарон Хаммерсли, Шарлотта Джексон и Амелия Лоренц            | 7 апреля 2018       | 7 июня 2018            |
| Из «Марколепной семёрки» остаётся в живых только Том, который и возвращается в замок. Звёздочка решает самостоятельно сражаться с Метеорой. В разгар боя является Эклипса, с помощью палочки превращая Метеору в ребёнка. Она хочет вернуть палочку Звёздочки, но та отказывается, сказав, что палочка принадлежит Эклипсе. Выясняется, что «Глобгор» — это муж Эклипсы, монстр, заточенный в кристалле. Придя к Глобгору, Эклипса произносит заключительные слова: «Здравствуй, любовь моя! Мы дома!». |            |                                                 |                                                              | |                     |                        |

### Сезон 4 (2019)
| № общий | № в сезоне | Название                                                                                                | Режиссёр                                                       | Автор сценария                                                                                       | Дата премьеры в США | Дата премьеры в России |
| --- | ---------- | --- | -------------------------------------------------------------- | --- | ------------------- | ---------------------- |
| 57 | 1          | «Butterfly Follies» «Глупые Баттерфляи»                                                                 | Доминик Бисиньяно и Сейдж Котуньо                              | Доминик Бисиньяно, Тайлер Чен, Кристен Гиш, Гина Гресс, Аарон Хаммерсли, Амелия Лоренц и Кесси Цварт | 10 марта 2019       | 5 августа 2019         |
| Звёздочка и Марко отправляются на поиски Королевы Луны. |            | |                                                                | |                     |                        |
| 58 | 2          | «Спасаясь от пирожан»                                                                                   | Сейдж Котуньо и Бретт Варон                                    | 10 марта 2019                                                                                        | 6 августа 2019      |                        |
| Поиски Звёздочки приводят её в деревню пирожкового народа. Звёздочка должна перехитрить их, чтобы воссоединиться со своей семьёй.                                                        |            | |                                                                | |                     |                        |
| 59a | 3a         | «Moon Remembers» «Луна вспоминает»                                                                      | Бретт Варон                                                    | Кейси Кроу и Шарлотта Джексон                                                                        | 17 марта 2019       | 7 августа 2019         |
| Луна вернулась, и Звёздочка хочет найти подходящее время, чтобы рассказать ей о Глобгоре.                                                                                                |            | |                                                                | |                     |                        |
| 59б | 3б         | «Swim Suit» «Плавки»                                                                                    | Доминик Бисиньяно                                              | Амелия Лоренц и Кристен Гиш                                                                          | 17 марта 2019       | 7 августа 2019         |
| Звёздочка, Марко и Том планируют провести день на пляже, но Эклипса просит Звёздочку остаться для решения неожиданной проблемы.                                                          |            | |                                                                | |                     |                        |
| 60a | 4a         | «Ransomgram» «Шантаграмма»                                                                              | Сейдж Котуньо                                                  | Гина Гресс и Кесси Цварт                                                                             | 17 марта 2019       | 8 августа 2019         |
| Звёздочка и Марко путешествуют в измерение Хекапу, чтобы спасти их друга Начоса от таинственных призраков.                                                                               |            | |                                                                | |                     |                        |
| 60б | 4б         | «Lake House Fever» «В доме у озера жарко»                                                               | Бретт Варон                                                    | Зак Маркус и Кенни Питенгер                                                                          | 17 марта 2019       | 8 августа 2019         |
| Звёздочка, при начавшемся шторме, застревает в доме у Тома, и хочет интересно провести время. Когда Том узнаёт о её поцелуе с Марко, Звёздочка решает как можно быстрее вернуться домой. |            | |                                                                | |                     |                        |
| 61a | 5a         | «Yada Yada Berries» «Лабудика»                                                                          | Бретт Варон                                                    | Кейси Кроу и Шарлотта Джексон                                                                        | 24 марта 2019       | 12 августа 2019        |
| Звёздочка и Марко пытаются узнать, кто хотел превратить Эклипсу в камень. |            | |                                                                | |                     |                        |
| 61б | 5б         | «Down by the River» «У реки»                                                                            | Сейдж Котуньо                                                  | Мадлен Флорес и Николетт Вуд                                                                         | 24 марта 2019       | 12 августа 2019        |
| Луна и Ривер хотят привыкнуть к своей новой жизни, после того, как они отказались жить в королевстве.                                                                                    |            | |                                                                | |                     |                        |
| 62a | 6a         | «The Ponyhead Show!» «Шоу Головы пони!»                                                                 | Доминик Бисиньяно                                              | Кристен Гиш и Амелия Лоренц                                                                          | 24 марта 2019       | 13 августа 2019        |
| Звёздочка просит помощи у Пониголовой, чтобы увеличить популярность Эклипсы. |            | |                                                                | |                     |                        |
| 62б | 6б         | «Surviving the Spiderbites» «Паукусы на пороге»                                                         | Сейдж Котуньо                                                  | Гина Гресс и Кесси Цварт                                                                             | 24 марта 2019       | 13 августа 2019        |
| Звёздочка пытается задержать семью Паукоукушенных, пока Эклипса опаздывает на их совместный ужин.                                                                                        |            | |                                                                | |                     |                        |
| 63a | 7a         | «Out of Business» «Ликвидация»                                                                          | Бретт Варон                                                    | Зак Маркус и Кенни Питенгер                                                                          | 31 марта 2019       | 14 августа 2019        |
| Звёздочка, Марко и Жанна посещают распродажу, устроенную в день закрытия «Приключенческого супермаркета».                                                                                |            | |                                                                | |                     |                        |
| 63б | 7б         | «Kelly's World» «Мир Келли»                                                                             | Сейдж Котуньо                                                  | Мадлен Флорес и Николетт Вуд                                                                         | 31 марта 2019       | 14 августа 2019        |
| Марко и Келли рискуют жизнью, чтобы вернуть книгу в библиотеку до того, как она потеряет свой срок годности.                                                                             |            | |                                                                | |                     |                        |
| 64 | 8          | «Curse of the Blood Moon» «Проклятие Кровавой Луны»                                                     | Доминик Бисиньяно и Бретт Варон                                | Доминик Бисиньяно и Бретт Варон                                                                      | 31 марта 2019       | 15 августа 2019        |
| Звёздочка и Марко отправляются на опасную миссию, чтобы разрушить проклятие Кровавой Луны.                                                                                               |            | |                                                                | |                     |                        |
| 65a | 9a         | «Princess Quasar Caterpillar and the Magic Bell» «Принцесса Квазар Катерпиллер и волшебный колокольчик» | Бретт Варон                                                    | Зак Маркус и Кенни Питенгер                                                                          | 7 апреля 2019       | 19 августа 2019        |
| Людо становится решительным, чтобы выяснить, как не позволить своему прошлому мешать и продолжить свою оставшуюся жизнь.                                                                 |            | |                                                                | |                     |                        |
| 65б | 9б         | «Ghost of Butterfly Castle» «Проклятие замка Баттерфляев»                                               | Сейдж Котуньо                                                  | Гина Гресс и Кесси Цварт                                                                             | 7 апреля 2019       | 19 августа 2019        |
| Луна возвращается в разрушенный замок Баттерфляев, чтобы найти свой ежедневник, но что-то идёт не так.                                                                                   |            | |                                                                | |                     |                        |
| 66a | 10a        | «Cornball!» «Корнбол!»                                                                                  | Сейдж Котуньо                                                  | Мадлен Флорес и Николетт Вуд                                                                         | 7 апреля 2019       | 20 августа 2019        |
| Звёздочка пытается убедить Жабана вернуться на Мьюни. |            | |                                                                | |                     |                        |
| 66б | 10б        | «Meteora's Lesson» «Урок для Метеоры»                                                                   | Бретт Варон                                                    | Кейси Кроу и Шарлотта Джексон                                                                        | 7 апреля 2019       | 20 августа 2019        |
| Глоссарику нужна Метеора, чтобы она помогла ему с поручением. |            | |                                                                | |                     |                        |
| 67a | 11a        | «The Knight Shift» «Рыцарство»                                                                          | Доминик Бисиньяно                                              | Кристен Гиш и Амелия Лоренц                                                                          | 14 апреля 2019      | 21 августа 2019        |
| Звёздочка и Марко должны принять некоторые решения о своём будущем. |            | |                                                                | |                     |                        |
| 67б | 11б        | «Queen-Napped» «Похищение королевы»                                                                     | Сейдж Котуньо                                                  | Гина Гресс и Кесси Цварт                                                                             | 14 апреля 2019      | 21 августа 2019        |
| Звёздочка и Марко должны спасти похищенную Эклипсу. |            | |                                                                | |                     |                        |
| 68a | 12a        | «Junkin' Janna» «Неуловимая Дженна»                                                                     | Бретт Варон                                                    | Зак Маркус и Кенни Питенгер                                                                          | 14 апреля 2019      | 22 августа 2019        |
| Том задумывается, будет ли он счастлив без Звёздочки. |            | |                                                                | |                     |                        |
| 68б | 12б        | «A Spell with No Name» «Заклинание без Имени»                                                           | Сейдж Котуньо                                                  | Мадлен Флорес и Николетт Вуд                                                                         | 14 апреля 2019      | 22 августа 2019        |
| Заклинания Звёздочки и Эклипсы сталкиваются лицом к лицу, и они должны объединиться, чтобы остановить другое, смертельное заклинание.                                                    |            | |                                                                | |                     |                        |
| 69a | 13a        | «A Boy and His DC-700XE» «Мальчик и Хис DC-700XE»                                                       | Бретт Варон                                                    | Кейси Кроу и Шарлотта Джексон                                                                        | 21 апреля 2019      | 26 августа 2019        |
| Марко и Том отправляются в путешествие на драконоцикле. |            | |                                                                | |                     |                        |
| 69б | 13б        | «The Monster and the Queen» «Монстер и Королева»                                                        | Доминик Бисиньяно                                              | Кристен Гиш и Амелия Лоренц                                                                          | 21 апреля 2019      | 26 августа 2019        |
| Эклипса планирует свидание с Глобгором. |            | |                                                                | |                     |                        |
| 70 | 14         | «Cornonation» «Коронация»                                                                               | Сейдж Котуньо                                                  | Мадлен Флорес, Гина Гресс, Ариэль Врейсин-Харрелл и Кесси Цварт                                      | 21 апреля 2019      | 27 августа 2019        |
| Звёздочка планирует короновать Эклипсу, чтобы она снова стала королевой. |            | |                                                                | |                     |                        |
| 71a | 15a        | «Doop-Doop» «Дуп-Дуп»                                                                                   | Бретт Варон                                                    | Кенни Питенгер и Мэттью Ян                                                                           | 28 апреля 2019      | 28 августа 2019        |
| Звёздочка пытается выяснить, что делать дальше, когда она больше не несёт ответственность за Мьюни.                                                                                      |            | |                                                                | |                     |                        |
| 71б | 15б        | «Britta's Tacos» «Тако у Бритты»                                                                        | Бретт Варон                                                    | Кейси Кроу и Шарлотта Джексон                                                                        | 28 апреля 2019      | 28 августа 2019        |
| Марко намерен съесть 50 тако, чтобы выиграть специальный приз, который предлагается в ресторане «Britta’s Tacos».                                                                        |            | |                                                                | |                     |                        |
| 72a | 16a        | «Beach Day» «Пляжный день»                                                                              | Амелия Лоренц                                                  | Кристен Гиш и Амелия Лоренц                                                                          | 28 апреля 2019      | 29 августа 2019        |
| Звёздочка готовится провести день на пляже вместе с Марко. |            | |                                                                | |                     |                        |
| 72б | 16б        | «Gone Baby Gone» «Давай детка Давай»                                                                    | Сейдж Котуньо                                                  | Гина Гресс и Кесси Цварт                                                                             | 28 апреля 2019      | 29 августа 2019        |
| Марко не знает, где находятся Марипоса и Метеора в измерении Хекапу. |            | |                                                                | |                     |                        |
| 73a | 17a        | «Sad Teen Hotline» «Линия подростковой хандры»                                                          | Сейдж Котуньо                                                  | Мадлен Флорес и Ариэль Врейсин-Харрелл                                                               | 5 мая 2019          | 2 сентября 2019        |
| Том не готов к последствиям после расставания со Звёздочкой. |            | |                                                                | |                     |                        |
| 73б | 17б        | «Jannanigans» «Джаннаниганс»                                                                            | Тайлер Чен, Бретт Варон                                        | Кенни Питенгер и Мэттью Ян                                                                           | 5 мая 2019          | 2 сентября 2019        |
| Звёздочке и Марко нужна помощь Жанны, чтобы вернуться на Мьюни. |            | |                                                                | |                     |                        |
| 74a | 18a        | «Mama Star» «Мама звёздочка»                                                                            | Бретт Варон                                                    | Кейси Кроу и Шарлотта Джексон                                                                        | 5 мая 2019          | 3 сентября 2019        |
| Звёздочка, Марко, Жанна и Том теряют память, когда пересекают измерение магии, чтобы вернуться на Мьюни.                                                                                 |            | |                                                                | |                     |                        |
| 74б | 18б        | «Ready, Aim, Fire» «Готовься Целится ОГОНЬ!»                                                            | Сейдж Котуньо                                                  | Гина Гресс и Кесси Цварт                                                                             | 5 мая 2019          | 3 сентября 2019        |
| Звёздочка возвращается на Мьюни, в то время, как Солярианский Воин атакует Замок Монстров.                                                                                               |            | |                                                                | |                     |                        |
| 75a | 19a        | «The Right Way» «Другой путь»                                                                           | Тайлер Чен и Бретт Варон                                       | Кенни Питенгер и Мэттью Ян                                                                           | 12 мая 2019         | 4 сентября 2019        |
| Звёздочка, Пониголовая, Морской Конёк, Келли, Голубь Рич, Джорби, Коготь и Странный Парень прибывают на помощь Эклипсе.                                                                  |            | |                                                                | |                     |                        |
| 75б | 19б        | «Here to Help» «Здесь для помощи»                                                                       | Доминик Бисиньяно                                              | Доминик Бисиньяно, Кристен Гиш и Амелия Лоренц                                                       | 12 мая 2019         | 4 сентября 2019        |
| Луна приходит, чтобы спасти день. |            | |                                                                | |                     |                        |
| 76a | 20a        | «Pizza Party» «Пицца вечеринка»                                                                         | Сейдж Котуньо                                                  | Мадлен Флорес и Ариэль Врейсин-Харрелл                                                               | 12 мая 2019         | 5 сентября 2019        |
| Луна и Мина пытаются договориться. |            | |                                                                | |                     |                        |
| 76б | 20б        | «The Tavern at the End of the Multiverse» «Таверна на конце Мультивселенной»                            | Тайлер Чен, Бретт Варон                                        | Доминик Бисиньяно, Кейси Кроу и Шарлотта Джексон                                                     | 12 мая 2019         | 5 сентября 2019        |
| Звёздочка ищет способ победить Мину и её Солярианских Воинов. |            | |                                                                | |                     |                        |
| 77 | 21         | «Cleaved» «Раскол»                                                                                      | Доминик Бисиньяно, Тайлер Чен, Сейдж Котуньо и Аарон Хаммерсли | Доминик Бисиньяно, Тайлер Чен, Сейдж Котуньо, Кристен Гиш, Гина Гресс, Амелия Лоренц и Кесси Цварт   | 19 мая 2019         | 5 сентября 2019        |
| Звёздочка и Марко сталкиваются лицом к лицу с их последним конфликтом и решают уничтожить магию и начать всё как обычные подростки с чистого листа.                                      |            | |                                                                | |                     |                        |